# Вознесенский собор (Вознесенская Давидова пустынь)
Собор Вознесения Господня Вознесенской Давидовой пустыни (Вознесенский собор) — православный храм мужского монастыря Вознесенская Давидова пустынь в городском округе Чехов, в селе Новый Быт. Относится к Чеховскому благочинию Подольской епархии Русской православной церкви.
Первый деревянный храм в честь Вознесения Госодня был построен преподобным Давидом Серпуховским, основателем монастыря Вознесенская Давидова Пустынь, в период 1515—1529 годов. В 1600 году игуменом монастыря Леонидом был построен новый деревянный храм Вознесения Господня, который затем был перенесен в соседнее село Легчищево. Каменный храм был заложен на средства Ивана Грозного около 1580 года, но из-за событий смутного времени строительство каменного храма на старом фундаменте было завершено только в 1682 году. Является памятником архитектуры федерального значения.